# Das Blut von Amber
Das Blut von Amber ist der siebte von zehn Romanen im Fantasy-Zyklus Die Chroniken von Amber des US-amerikanischen Autors Roger Zelazny. Er wurde erstmals 1986 als Blood of Amber von Arbor House veröffentlicht. Auf Deutsch wurde der Roman unter dem Titel Das Blut von Amber publiziert, der in der Übersetzung durch Irene Bonhorst 1995 bei Heyne erschien. Das Buch erschien gleichzeitig in einer limitierten Auflage von 400 signierten und nummerierten Exemplaren bei Underwood/Miller und auch als Handelsausgabe bei Arbor House.

## Handlung
Merlin entkommt aus der Kristallhöhle und kehrt nach Amber zurück, wo ein weiterer Mordanschlag auf ihn scheitert – auch durch die Hilfe von Vinta Bayle. Er findet auf dem Weingut der Bayles außerhalb der Stadt Unterschlupf, kann jedoch Vinta nicht vertrauen. Als Luke  – offenbar schwer verletzt – ihn um Hilfe bittet, holt Merlin ihn per Trumpf zu sich und bietet ihm ein Versteck für seine Heilung an: die Kristallhöhle. Er beschließt, Lukes Mutter Jasra aus der Festung der Vier Welten zu retten und kämpft mit dem Zauberer, der jetzt die Festung kontrolliert und der ihn zu kennen scheint. Merlin entkommt mit der versteinerten Jasra und kehrt nach Amber zurück, wo ihn Luke in eine ungewöhnliche Welt zieht, die verblüffend der aus Alice im Wunderland ähnelt.

## Verweise auf andere Werke
Als Merlin die Festung der Vier Welten zum ersten Mal ausspioniert, beschreibt er sie als „eine erstaunlich riesige und komplexe Struktur, die ich sofort Gormenghast getauft habe“. „Gormenghast“ ist der Name der weitläufigen, zerfallenden Festung aus Mervyn Peakes Gormenghast-Trilogie.

## Rezeption
David Langford rezensierte „Blood of Amber“ für White Dwarf #97 und erklärte, dass „trotz einiger guter Witzeleien und netter Ideen, dass selbst Merlins Fülle an Kräften die überaus vertrauten Amber-Spielereien und Rachepläne nicht wiederbeleben kann.“

## Ausgaben
- Blood of Amber. Arbor House, 1986, ISBN 0-87795-829-7.
  - Das Blut von Amber. Heyne, 1995, ISBN 3-453-08006-8.